# فرارا دی مونت بالدو
فرارا دی مونت بالدو (به ایتالیایی: Ferrara di Monte Baldo) یک کومونه در ایتالیا است که در استان ورونا واقع شده‌است.

## خصوصیات
فرارا دی مونت بالدو ۲۶٫۹ کیلومترمربع مساحت و ۱۹۴ نفر جمعیت دارد و ۸۵۶ متر بالاتر از سطح دریا واقع شده‌است.